# Булдир
Булдир — вулкан, расположенный на одноимённом острове, относящемуся к Алеутским островам на Аляске, США.
Булдир — стратовулкан, высотой 656 метров. Находится на небольшом острове, диаметром 4,2х7,2 километра, который входит в группу Крысьих островов. Недалеко от вулкана расположен лавовый купол Ист Кэйп (англ. East Cape). Является одним из самых западных вулканов вулканической алеутской дуги. Предгорья вулкана и сам вулкан состоит из оливинов, большого количество глинозёма и застывших пород базальта. Извержения вулкана происходили в эпоху голоцена. Есть предположения, что вулкан был активен 2000 лет назад, по исследованиям других учёных вулкан прекратил свою вулканическую деятельность намного раньше — в позднем плейстоцене.
Остров отличается по разнообразию флоры от других Алеутских островов. На Булдире сохранилась популяция алеутского гуся (англ. Aleutian Cackling Goose), которая до 1962 года считалась вымершей.